# Tyler Labine
Tyler Sean Labine (Brampton, Ontario; 29 de abril de 1978) es un actor canadiense de cine y televisión.
Es el hermano mayor de los también actores Kyle y Cameron Labine. Entre sus actuaciones, es más conocido por haber interpretado a Dave Groves en la serie Invasion, a Bert "Sock" Wysocki en la serie Reaper y a Dale en la película Tucker & Dale vs Evil. También ha coprotagonizado las series Mad Love, como Larry Munsch, y Animal Practice, como el Dr. Doug Jackson. También actuó en la película Rise of the Planet of the Apes (2011).
El 2 de junio de 2007, se casó con la actriz Carrie Ruscheinsky, con quien tiene tres hijos.

## Filmografía
| Año       | Título                         | Papel                          | Notas                            |
| --------- | ------------------------------ | ------------------------------ | -------------------------------- |
| 1999      | Tail Lights Fade               | Grower Brian                   |                                  |
| 2000      | Mr. Rice's Secret              | Percival "Percy" McConnell     |                                  |
| 2000      | Marine Life                    | Ray                            |                                  |
| 2000      | Here's to Life!                | Malcolm                        |                                  |
| 2001      | Antitrust                      | Redmond                        |                                  |
| 2002      | Lone Hero                      | Tim                            |                                  |
| 2002      | Canadian Zombie                | Trent                          | Cortometraje                     |
| 2003      | My Boss's Daughter             | Spike                          |                                  |
| 2003      | Evil Alien Conquerors          | Croker                         |                                  |
| 2004      | Pursued                        | Wade Steiner                   |                                  |
| 2005      | Aurora Borealis                | Finn                           |                                  |
| 2006      | Flyboys                        | Briggs Lowry                   |                                  |
| 2006      | Extreme Walking                | Crunk Styles                   |                                  |
| 2007      | Reaper (serie de televisión)   | Bert "Sock" Wysocki            | Serie cómica                     |
| 2008      | Control Alt Delete             | Lewis                          |                                  |
| 2008      | Zack & Miri Make a Porno       | Cliente embriagado             |                                  |
| 2009      | The Zero Sum                   | Chris                          |                                  |
| 2010      | Tucker & Dale vs Evil          | Dale Dobson                    |                                  |
| 2010      | Badass Thieves                 | Max                            | Cortometraje                     |
| 2010      | Fathers & Sons                 | Sean                           |                                  |
| 2011      | A Good Old Fashioned Orgy      | Mike McCrudden                 |                                  |
| 2011      | Rise of the Planet of the Apes | Robert Franklin                |                                  |
| 2011      | Sisters & Brothers             | Sean                           |                                  |
| 2012      | Best Man Down                  | Lumpy                          |                                  |
| 2013      | Monsters University            | Brock Pearson                  | Voz                              |
| 2013      | Rapture-Palooza                | Espíritu                       |                                  |
| 2013      | Cottage Country                | Todd Chipowski                 |                                  |
| 2013      | That Burning Feeling           | Frank Purdy                    |                                  |
| 2014      | Someone Marry Barry            | Barry Burke                    |                                  |
| 2014      | Killing Winston Jones          | Doug Beaudin                   |                                  |
| 2014      | Mountain Men                   | Toph                           |                                  |
| 2015      | Weepah Way for Now             | Ejecutivo de discográfica      |                                  |
| 2015      | Zoom                           | Bob                            |                                  |
| 2016      | The Boss                       | Mike                           |                                  |
| 2017      | Little Evil                    | Karl C. Miller                 |                                  |
| 2017      | Big Bear                       | Nick                           |                                  |
| 2018      | Super Troopers 2               | Mountie Christophe Bellefuille |                                  |
| 2018      | Broken Star                    | Daryl                          |                                  |
| 2018—2023 | New Amsterdam                  | Dr. Ignatius "Iggy" Froome     | Papel Principal, serie de TV NBC |
| 2019      | Escape Room                    | Mike                           |                                  |